# 松湫站
松湫站（：／ Songchu yeok */?）是位于韩国京畿道杨州市长兴面的一个铁路车站，属于首尔郊外线。

## 历史
- 1961年7月10日 - 落成使用。

## 相鄰車站
韓國鐵道公社
首爾郊外線
溫陵－松湫－議政府（110）